# Katherine
Katherine je město ležící v australském Severním teritoriu cca 300 km jižně od Darwinu na březích řeky Kathrine (Kathrine river) na území národního parku Katherine Gorge National Park.

## Z historie
Okolí řeky obývají již 1000 let domorodí Jawoynové. První běloši do této oblasti Severního teritoria vstoupili roku 1844 a první kolonisté roku 1878. Jedním z prvních kolonizátorů oblasti byl pastevec dobytka Alfred Giles, který na břehu řeky Kathrine zbudoval usedlost Springvale. Tento ranč je dnes nejpamátnější stavbou Severního teritoria.